# О распределении средств
«О распределении средств» — речь, приписываемая древнегреческому оратору Демосфену, сохранившаяся в составе «демосфеновского корпуса» под номером XIII. Современные учёные полагают, что она была написана позже неизвестным античным автором.
Судя по её содержанию, речь была произнесена перед афинским Народным собранием. Она посвящена в первую очередь проблеме раздач «зрелищных денег» беднейшим гражданам Афин. Оратор не причисляет себя ни к сторонникам, ни к противникам этой практики: он говорит, что деньги нужно раздавать, но только при условии, что получатели будут обязаны нести военную службу. Себя Демосфен противопоставляет другим ораторам (по его словам, более известным), и в силу этого речь должна быть отнесена к раннему периоду его карьеры. В тексте упоминается поход против Митилены, который датирован 350/349 годом до н. э..
Исследователи обратили внимание на то, что в речи, в отличие от других произведений Демосфена, очень мало фактических данных и много отвлечённых рассуждений. К тому же там не упоминаются события, связанные с Олинфом, но есть текстовые совпадения с оолинфскими речами, с «Первой речью против Филиппа» и речью «Против Аристократа». В связи с этим считается, что речь «О распределении средств» написана неизвестным ритором, использовавшим подлинные произведения Демосфена.